# Historiengemälde mit Selbstporträt des Malers
Das Historiengemälde mit Selbstporträt des Malers oder Leidener Historiengemälde (vor dem Zweiten Weltkrieg Utrechter Historiengemälde) ist ein Ölgemälde des niederländischen Malers Rembrandt van Rijn. Es ist als Querformat auf Eichenholz ausgeführt und wurde als ein sehr frühes Werk des jungen Rembrandt im Jahr 1626 gemalt. Mit seinem hinter dem erhobenen Zepter des Fürsten abgebildeten Selbstporträt ist das Gemälde auch eines der frühesten unter Rembrandts mehr als 75 Selbstporträts.
Das Gemälde wurde erst 1924 von einem Londoner Kunsthändler als ein Werk aus der Schule von Peter Paul Rubens angekauft und als Rembrandt erkannt. Bis heute ist es nicht gelungen, die dargestellte Szene überzeugend zu deuten und dem Werk einen entsprechenden Titel zu geben. Zahlreiche Veröffentlichungen zu diesem Thema erbrachten kein Ergebnis, das von der kunsthistorischen Forschung allgemein anerkannt wird.
Das Gemälde gehört zur Kunstsammlung der Stadt Den Haag und wird als Dauerleihgabe im Museum De Lakenhal in Leiden ausgestellt.

## Beschreibung

### Bildbeschreibung
In Ermangelung eines originalen Bildtitels können die dargestellten Personen nicht mit Namen bezeichnet werden. Der Ort der Darstellung liegt vor einem links im Bild gezeigten Palast oder ähnlichen Gebäude, im Hintergrund rechts befinden sich die Türme einer Stadt und eine freistehende Säule. Auf der Säule ist ein nur schwer zu identifizierendes Tier dargestellt, das einem Schaf ähnelt. Das Tier wurde in der Vergangenheit auch, abhängig von der Deutung des Gemäldes, in Anlehnung an die Kapitolinische Wölfin als ein Wolf oder als die Ordensdekoration des Orden vom Goldenen Vlies aufgefasst.
Eine Hauptperson ist ein links von der Bildmitte auf den Stufen des Palasts stehender Fürst, der ein aufwändiges dunkel blaugraues Gewand mit Pelzbesatz an den Rändern und einen dunkel purpurnen Umhang trägt. Als Insignien seiner Macht trägt er eine goldene mit Edelsteinen besetzte und mit einer weißen Feder geschmückte Bügelkrone, an der linken Körperseite ein Schwert, von dem nur der goldene und reich verzierte Knauf sichtbar ist, und ein ebenfalls goldenes Zepter, das er erhoben in der rechten Hand hält. Hinter dem Fürsten, am linken Bildrand und stärker als dieser angeleuchtet, steht ein Mann in einem brokatbesetzten hellbraunen Gewand mit einer im Nacken verknoteten weißen Schärpe, einer olivgrünen Leibbinde und einem weiß gefiederten dunkelgraugrünen Barett mit gezacktem Rand. Dieser Mann trägt an seiner linken Körperseite eine schmale Schwertscheide und in seiner Rechten einen Holzstab, möglicherweise ein Offiziersstöckchen. Im Mittelgrund und im Zentrum des Bildes befinden sich zwei weitere Figuren, die dem Fürsten zuzuordnen sind. Unmittelbar rechts neben dem Fürsten sitzt ihm zugewandt ein mutmaßlicher Schreiber mittleren Alters an einem Holztisch mit grünlicher gemusterter Tischdecke, auf dem ein hölzernes Pult mit einem aufgeschlagenen Buch liegt. Der Schreiber scheint gerade dabei zu sein, die Worte des Fürsten zu protokollieren. Rechts von dem Tisch steht ein barhäuptiger Mann in einem gelben Wams mit grau und grün gestreiften Ärmeln über einem weißen Hemd, der seinen rechten Arm auf einen dünnen, etwa einen Meter langen Stab mit einer Quaste am oberen Ende stützt. Die Gruppe der wahrscheinlich zum Fürsten gehörenden Personen wird durch einen am rechten Bildrand im Hintergrund und im Schatten stehenden Soldaten mit dunkelgraugrünem Wams, heller Schärpe und Leibbinde und gefiedertem Barett vervollständigt, der frontal dem Betrachter zugewandt steht und ebenfalls einen Stab mit Quaste mitführt. Der Fürst als Hauptfigur dieser Gruppe richtet seinen Blick auf drei vor ihm kniende oder stehende Personen.
Diese drei Personen, von denen zwei als Soldaten erkennbar sind, nehmen als zweite Gruppe von Hauptfiguren den rechten Vordergrund ein. Ganz vorne kniet, dem Fürsten zugewandt, ein barhäuptiger junger Mann, der in einen kurzen scharlachroten Soldatenumhang – möglicherweise in römischem Stil – mit einer goldfarbenen Schärpe gekleidet ist. An den Füßen trägt er kurze rote Stiefel, in der linken Hand sein mit der Spitze nach oben weisendes Schwert und einen großen Rundschild. Der eisenbeschlagene Schild ist am Rand mit zahlreichen Nieten aus Bronze und in der Mitte mit der Darstellung eines großen Gesichts in einem Stern mit acht gewellten Strahlen als Schildbuckel versehen. Die rechte Hand des Mannes liegt wie zur Beteuerung auf der linken Brustseite, sein Blick ist auf den Fürsten gerichtet. Hinter dem knienden Soldaten steht aufrecht ein weiterer barhäuptiger Soldat in einem eisernen Harnisch über einem lilafarbenen Wams, dunkel lilafarbener Strumpfhose und Halbschuhen. In seiner linken Hand hält er eine Lanze und ein dunkles Barett mit hellen Federn und gezacktem Rand. Er schaut mit erhobener Schwurhand den Fürsten an. Zwischen diesen beiden Soldaten kniet eine überwiegend von ihnen verdeckte dritte Person in einem graugrünen Gewand, die ebenfalls auf den Fürsten blickt, aber beide Hände in einer abwehrenden Geste erhoben hat.
Neben den genannten Hauptfiguren sind auf dem Gemälde zahlreiche Nebenfiguren dargestellt. Zu ihnen gehört ein zwischen dem Fürsten und dem hinter ihm stehenden Mann gemaltes blondes Kind mit hellgrünem Wams und weißem Kragen, das fast ganz verdeckt ist. Darüber im Hintergrund sind zwei Personen gemalt, ein weißhaariger Greis mit Vollbart und ein junger Soldat mit gefiedertem Barett und Pike. Von mindestens zwei weiteren Soldaten sind nur ihre Piken zu sehen. Im Hintergrund der Bildmitte, rechts vom Fürsten und über dem Schreiber, befinden sich fünf Figuren. Links, unter einem Torbogen, zunächst die nur wenig hervorragende Stirn einer Figur, daneben ein junger Soldat mit graugrünem Wams, weißem Kragen und Pike. Diese Figur ist ein Selbstporträt Rembrandts. Weiter rechts steht ein sehr beleibter alter Mann mit grauem Vollbart, der ein gelbliches Wams und einen violetten Umhang mit breitem Pelzrand trägt. Es folgen ein aufmerksam die Szene betrachtender Pikenier und weit im Hintergrund ein Mann mit Hellebarde, der sich abgewandt und den Kopf gesenkt hat. Hinter dem Soldaten am rechten Bildrand stehen mindestens vier weitere Soldaten, die ebenfalls dem Betrachter zugewandt sind. Schließlich sind, anscheinend wegen der besseren Sicht auf die Szene, sechs Figuren auf dem Sockel der Säule im rechten Hintergrund abgebildet, eine siebte Figur mit bloßem Oberkörper klettert gerade dazu.
Links ganz im Vordergrund ist eine Reihe von Waffen und Ausrüstungsgegenständen abgelegt, darunter eine Trommel, ein Harnisch und eine Halsberge, ein eiserner Schild, der in der Mitte statt eines Gesichts einen vorstehenden Dorn in einem achtstrahligen gewellten Stern trägt, eine Hellebarde, mehrere Piken und ein Offiziersstöckchen. Es ist nicht ersichtlich, ob die Gegenstände zu den drei Personen vor dem Fürsten gehören.
Das Licht fällt von oben links ein und hebt den Fürsten und den links von ihm stehenden Soldaten, die drei vor dem Fürsten stehenden oder knienden Figuren und den Stapel von Waffen und Ausrüstung im linken Vordergrund hervor, während die weniger bedeutenden Figuren im Mittel- und Hintergrund weniger Licht abbekommen oder im Schatten zurücktreten.
Am rechten unteren Bildrand, ist das Gemälde in dunkelbrauner Farbe mit R f. 1626 oder RH. 1626 (für Rembrandt fecit 1626, deutsch: „Rembrandt hat es 1625 gemacht“, oder Rembrandt Harmensz. 1626) monogrammiert und datiert. Das Monogramm RH entspricht dabei den übrigen Signaturen Rembrandts aus dem Jahr 1626. Die vorhandenen Reste dieser Signatur gelten als authentisch.

### Technische Untersuchung
Das Gemälde hat das Format 90,1 × 121,3 cm und ist mit Ölfarbe auf eine sechs bis zwölf Millimeter starke Tafel aus Eichenholz mit waagerechter Maserung gemalt. Dieses Format entspricht weitgehend jenem der Steinigung des heiligen Stephanus, die ebenfalls ein verstecktes Selbstporträt Rembrandts und das Porträt seines Freundes und Kollegen Jan Lievens enthält. Die Unterlage besteht aus drei Brettern, die von oben nach unten Breiten von 31,6 cm, 28,9 cm und 29,7 cm haben. Die Verbindung der beiden oberen Bretter ist durch rückseitig aufgeklebte rhombische Holzstücke verstärkt worden, alle vier Kanten der Tafel sind rückseitig abgeschrägt. Bei der dendrochronologischen Untersuchung der Tafel konnte nur für das obere und untere Brett eine Datierung durchgeführt werden, sie stammen von demselben Baum, der im Norden der Niederlande frühestens 1611 gefällt wurde.
Die hellbraune Grundierung scheint an manchen Stellen durch, insbesondere an einem etwa einen Zentimeter breiten Streifen rund um das Gemälde, der nur teilweise bemalt wurde. Sie besteht aus zwei Schichten, die untere ist in Leim gebundener Kalk. Die obere Schicht besteht aus in Öl gebundenem Bleiweiß mit einem kleinen Anteil braunen Pigments, wahrscheinlich Ocker oder Umbra. Die Farbschicht befindet sich in einem sehr guten Zustand, nur wenige Stellen mit sehr dünnem Farbauftrag haben etwas gelitten. An einigen Stellen mit dicker Farbschicht befindet sich unregelmäßiges feines Krakelee.

Frühe Werke Rembrandt van Rijns
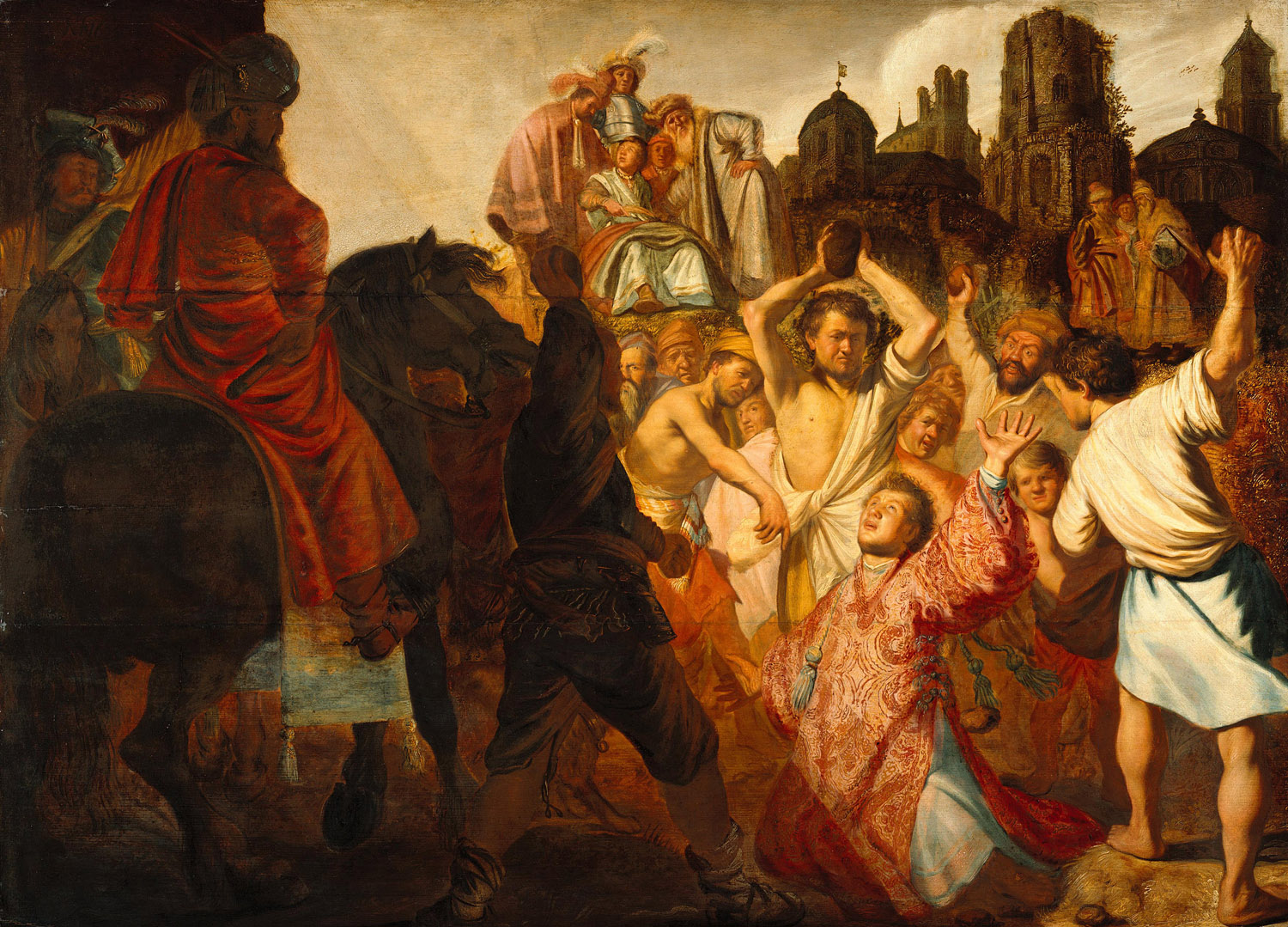
Die Steinigung des heiligen Stephanus, 1625, Öl auf Eichenholz, 89,5 × 123,6 cm, Musée des Beaux-Arts, Lyon
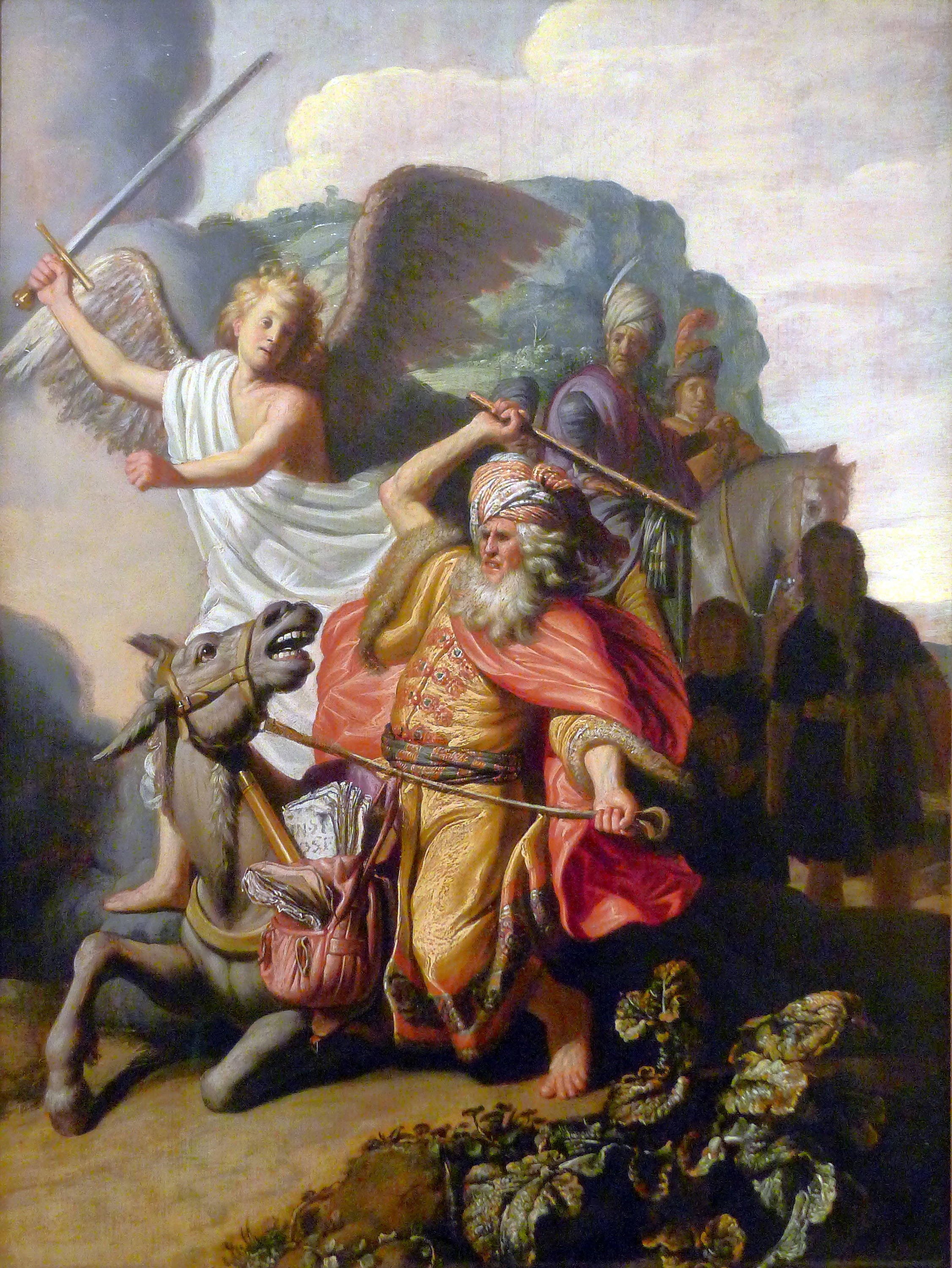
Bileam und die Eselin, 1626, Öl auf Holz, 65 × 47 cm, Musée Cognacq-Jay, Paris
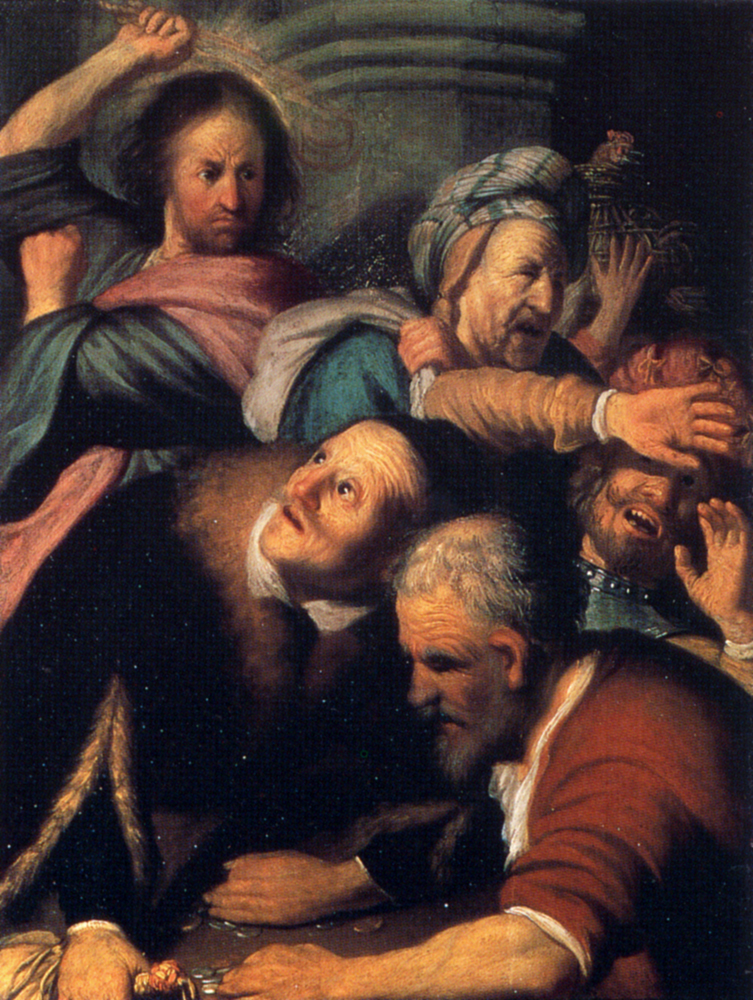
Christus vertreibt die Geldwechsler aus dem Tempel, 1626, Öl auf Holz, 43,1 × 32 cm, Puschkin-Museum, Moskau

### Rembrandts Selbstporträt

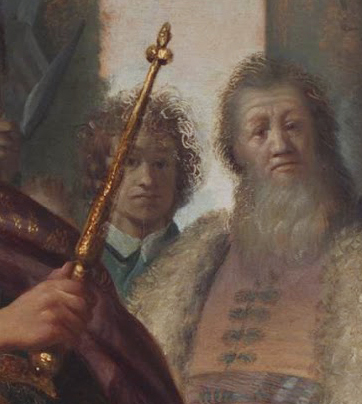
Detail des Historiengemäldes, Selbstporträt Rembrandts

Rembrandt malte, zeichnete oder radierte bis 1631 mehr als 20 seiner über 75 bekannten Selbstporträts. In der Steinigung des heiligen Stephanus brachte er erstmals ein kleines Selbstporträt unter den Zuschauern unter, das angesichts der grausamen Anblicks der Steinigung vor Entsetzen verzerrt ist. Diese versteckten Selbstporträts waren zunächst nur Nebenfiguren, oft zur experimentellen Darstellung unterschiedlicher Gemütszustände, um die Darstellung tiefer Emotionen für seine Historienbilder zu erlernen.
Auch in seinem Historiengemälde ist bereits kurz nach seiner Entdeckung Rembrandts Selbstporträt als der junge Beobachter identifiziert worden, der unter einem Torbogen steht und dessen Gesicht sich hinter dem erhobenen Zepter des Fürsten befindet. Links davon, zwischen dem Fürsten und seinem Offizier, befindet sich ganz im Hintergrund eine weitere Figur, mit einem gefiederten Barett, die die gleichen Gesichtszüge aufweist. In der Literatur wird für die Feststellung, es handele sich bei der Figur hinter dem Zepter um ein Selbstporträt Rembrandts, die Ähnlichkeit mit sicher identifizierten Selbstporträts angeführt. Beispiele dafür sind eine Radierung und zwei Gemälde aus dem Jahr 1629. Nach der Steinigung aus dem Vorjahr liegt hier das älteste überlieferte Selbstporträt Rembrandts mit einer naturalistischen Darstellung vor.

Frühe Selbstporträts Rembrandts
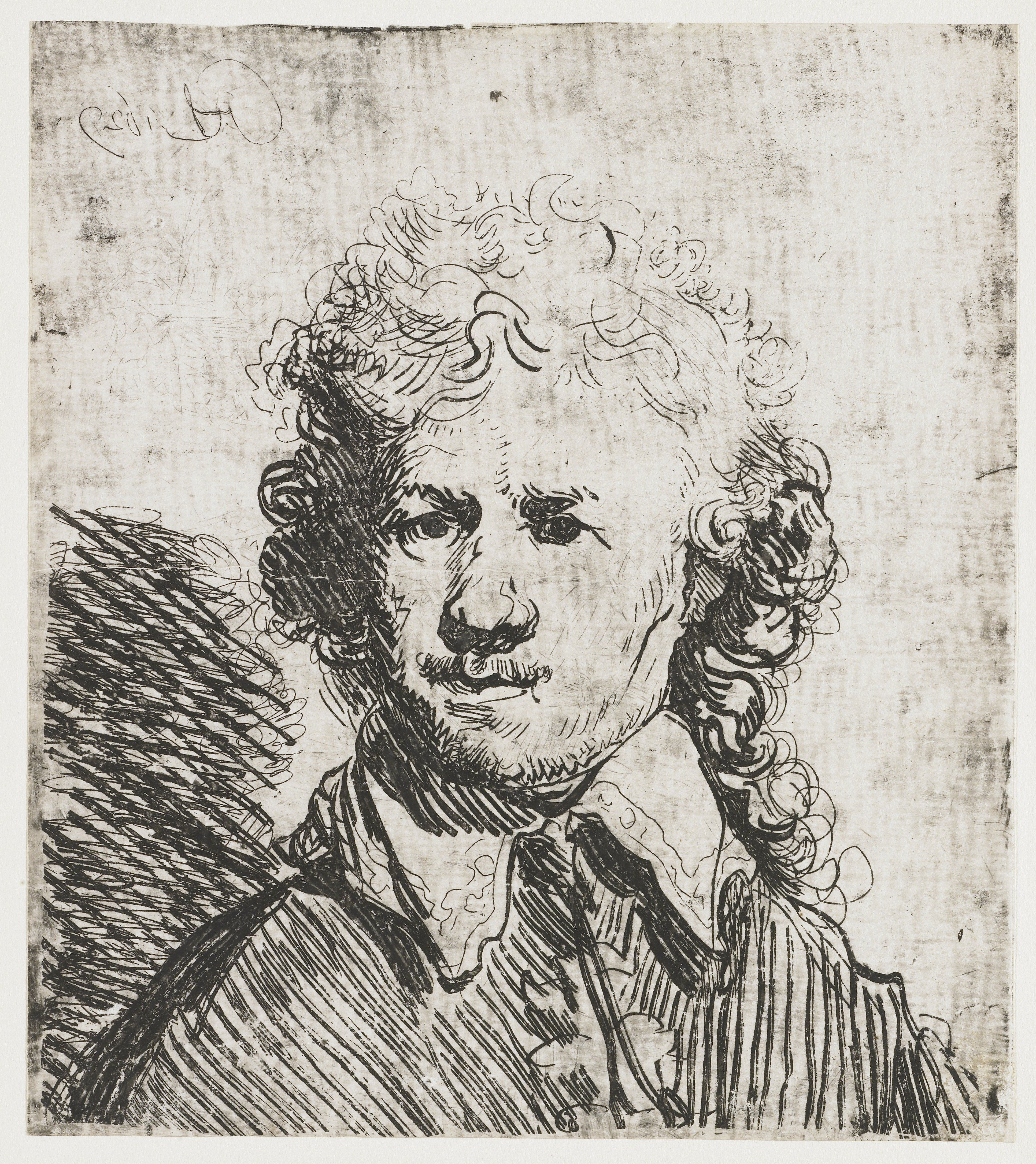
Selbstbildnis Rembrandts, 1629, Radierung, 17,4 × 15,4 cm, Rijksprentenkabinet, Amsterdam
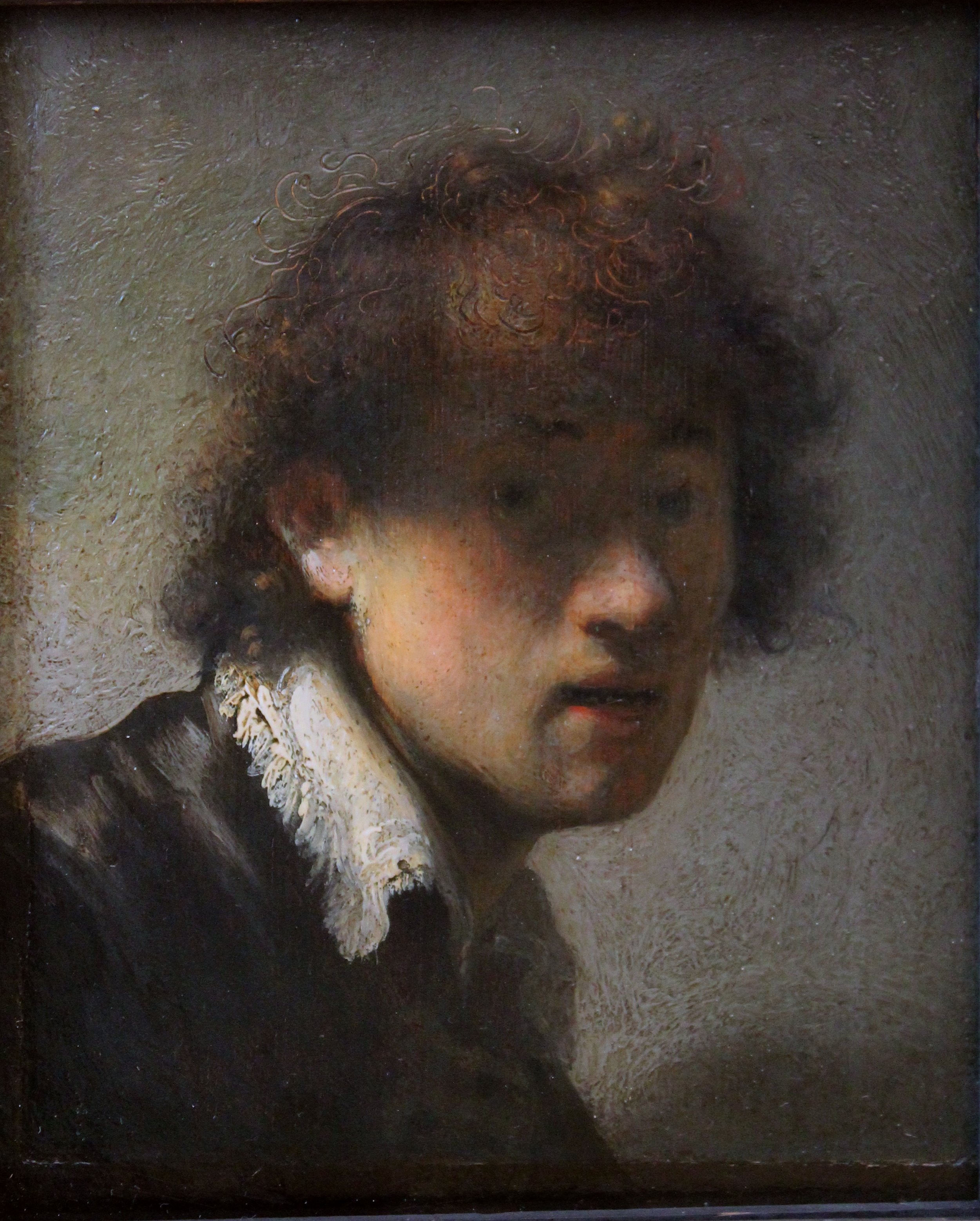
Jugendliches Selbstbildnis, 1629, Öl auf Holz, 15,4 × 12,7 cm, Alte Pinakothek, München
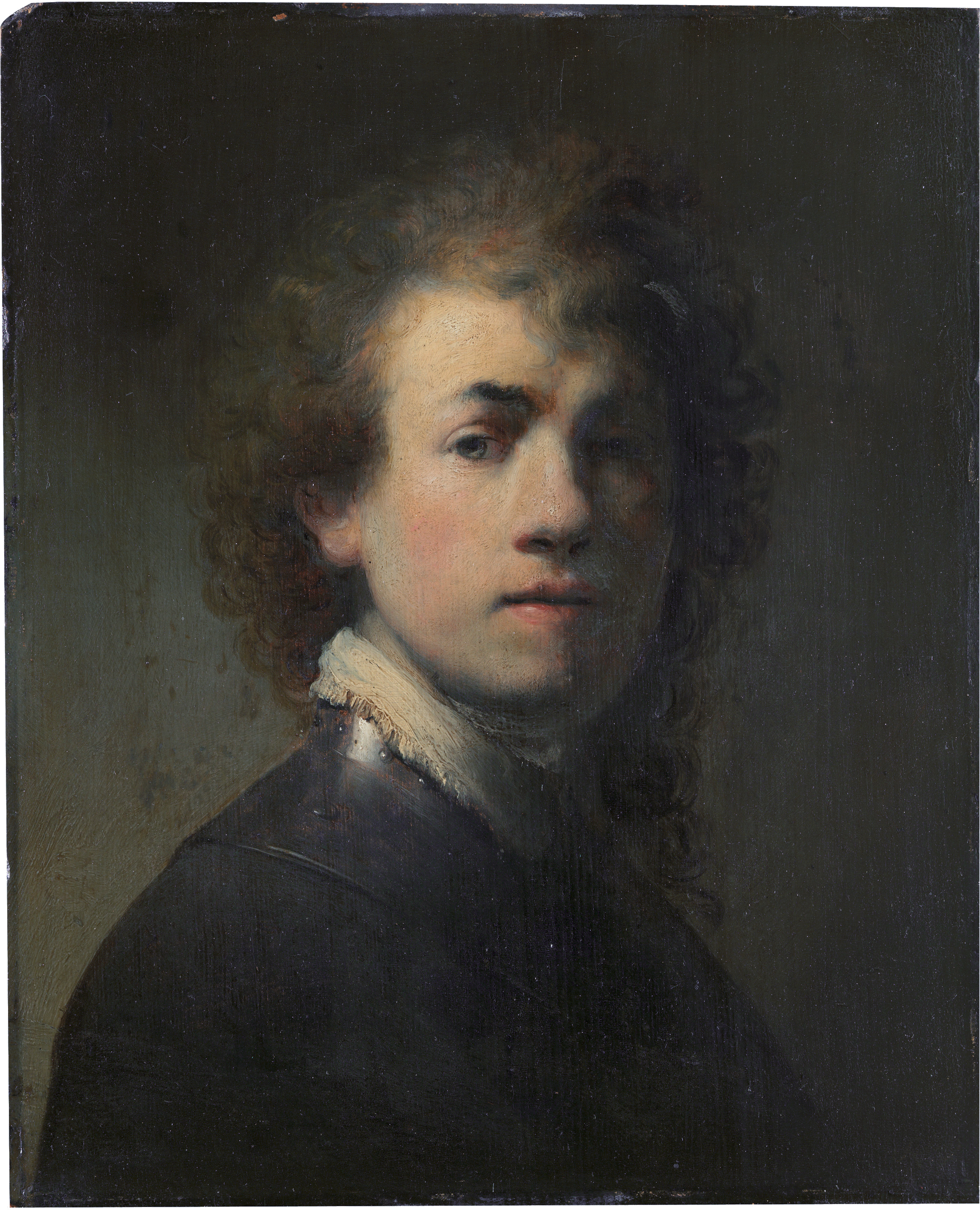
Selbstbildnis mit Halsberge, ca. 1629, Öl auf Eichenholz, 38,2 × 31,0 cm, Germanisches Nationalmuseum, Nürnberg

## Deutungsversuche

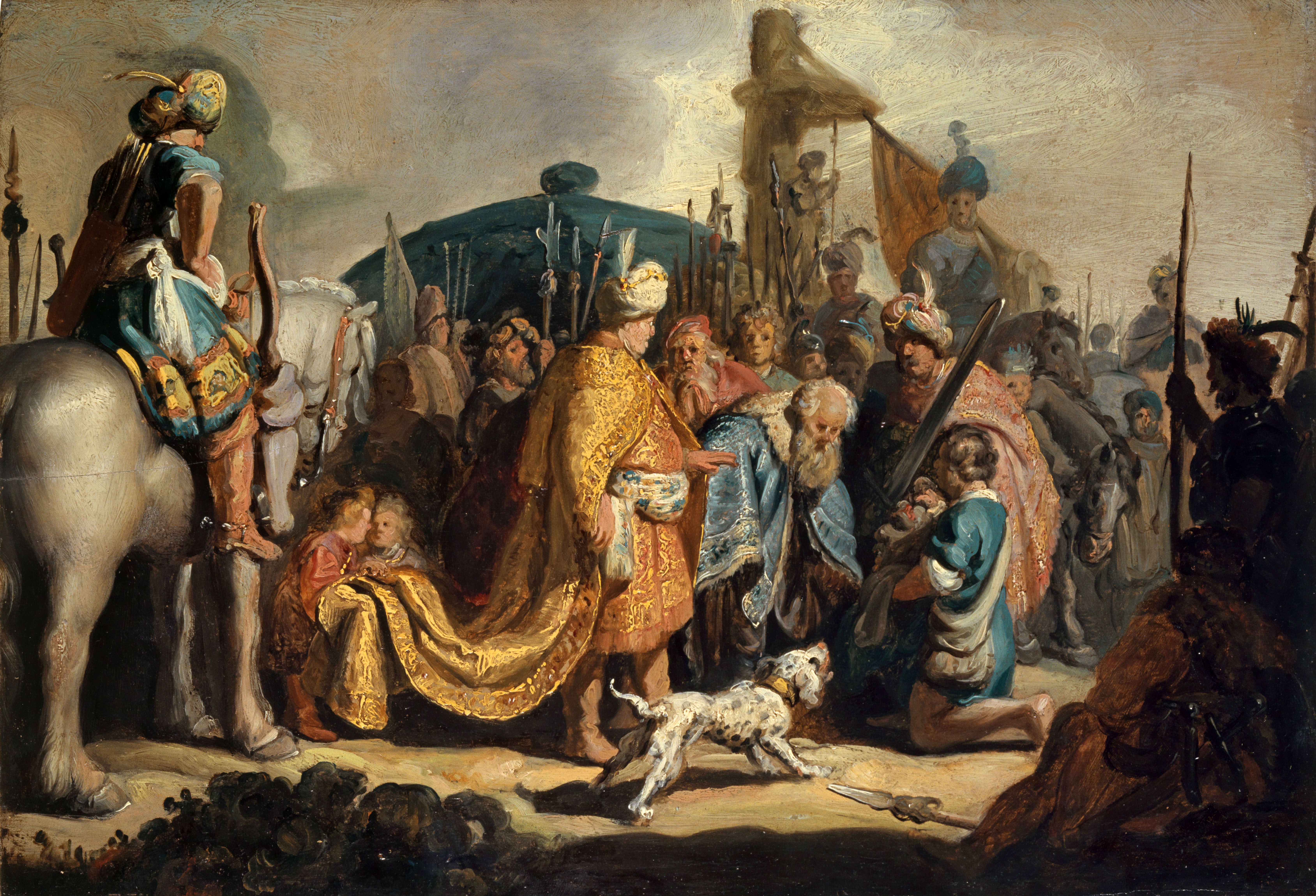
David übergibt Goliaths Haupt dem König Saul, Rembrandt van Rijn, 1627, Öl auf Holz, 38,2 × 31,0 cm, Öffentliche Kunstsammlung Basel

Der kunsthistorischen Forschung ist es während fast eines Jahrhunderts nicht gelungen, die dargestellte Szene schlüssig zu deuten und dem Gemälde einen allgemein akzeptierten Titel zu geben. Versuche dazu hat es in großer Zahl gegeben, sie haben eine ebenfalls große Zahl von Deutungen erbracht:

### Altes Testament
- Saul bewaffnet David. Die Zuschreibung dieses Titels erfolgte 1924 durch Cornelis Hofstede de Groot im Rahmen der ersten Veröffentlichung zum Historiengemälde. Sie beruht im Wesentlichen auf die Ähnlichkeit des Bildaufbaus mit dem erst wenige Jahre zuvor entdeckten David übergibt Goliaths Haupt dem König Saul aus dem Jahr 1627.[7]
- Saul richtet über Jonatan (1958).[8][9]

### Antike
- Das Urteil über den Sohn von Titus Manlius Torquatus. 1925 deutete Wilhelm Reinhold Valentiner das Gemälde in diesem Sinne. Wolfgang Stechow erläuterte die Waffen im linken Vordergrund als Beute des ungehorsamen Titus und nannte auch Bearbeitung des Motivs durch Rembrandts Schüler Ferdinand Bol im Jahr 1660, die den Augenblick nach der Enthauptung des Titus zeigt.[10]
- Das Urteil des Brutus über seine Söhne. Wolfgang Stechow schlug 1929 diese Deutung vor, mit der ein im frühen 17. Jahrhundert populäres Motiv umgesetzt wurde. Der erste römische Konsul Brutus verurteilt seine Söhne Titus und Tiberius, die sich gegen ihn verschworen hatten, zum Tode.[10][11][12]
- Die Gütigkeit des Titus. Der Titel wurde 1941 von Frederik Schmidt-Degener in Erwiderung früherer Vorschläge genannt.[13][14]
- Coriolanus als Eroberer: Mit diesem Titel wurde das Gemälde 1949 von Egbert Pelinck ohne weitere Erläuterungen im Katalog des Museum De Lakenhal aufgeführt.[8]
- Palamedes vor Agamemnon. Diese Deutung eröffnet mit der Verurteilung des Palamedes zur Steinigung eine weitere Parallele zu Rembrandts Steinigung des heiligen Stephanus. Diese Deutung wurde bereits 1953 von dem niederländischen Kunsthistoriker Jan Gerrit van Gelder vorgeschlagen (ausführlicher im Abschnitt weiter unten).[15][16][17]
- Cerialis begnadigt die römischen Soldaten, die sich mit den Batavern verbündet hatten. Der Vorschlag wurde von Kurt Bauch in seiner 1960 erschienenen Monografie über den jungen Rembrandt vorgetragen. Rembrandt muss das 1612 erschienene Tafelwerk Der Krieg der Römer gegen die Bataver von Antonio Tempesta gekannt haben. Es ist aber zweifelhaft, dass die Szene der Begnadigung als Vorlage für das Historiengemälde diente.[18][19]
- Die Gütigkeit Alexander des Großen. Als eine der jüngeren Interpretationen schlug Josua Bruyn 1987 Alexanders Gnade für die drei Brüder Amyntas, Simmias und Attalos vor. Das Historiengemälde basiert demnach auf der Alexanderbiographie des römischen Geschichtsschreibers Quintus Curtius Rufus. Die Brüder waren in den Verdacht geraten, an der Verschwörung des Dimnos zum Mord an Alexander beteiligt zu sein, wurden aber nach einer überzeugenden Verteidigungsrede Amyntas’ begnadigt.[20]
- Die Gütigkeit des Claudius Civilis. Der britische Historiker Simon Schama machte 1999 diesen Vorschlag, mit dem er zu Kurt Bauchs Vorschlag der Begnadigung römischer Soldaten durch Cerialis einen Gegenentwurf liefert.[8]
- Die horatischen Drillinge vor Tullus oder Die Bereitschaft der Horatier. Nach dieser 1999 veröffentlichte Deutung zeigt das Gemälde die drei Brüder aus dem Geschlecht der Horatier vor dem sagenhaften römischen König Tullus Hostilius, bevor sie stellvertretend für dessen Armee in den Kampf gegen Drillinge der Curiatier ziehen.[21]
- Die Ungerechtigkeit des Piso. Erst 2011 wurde diese Interpretation des Historiengemäldes veröffentlicht, die die drei ungerechten Todesurteile des römischen Politikers Gnaeus Calpurnius Piso thematisiert, wie sie von Seneca in seiner Schrift De ira (Über den Zorn) geschildert wurden. Während diese Schrift heute kaum jemand kennt, wurde sie im frühen 17. Jahrhundert oft gelesen und rezipiert. Der Rembrandt-Schüler und Kunsttheoretiker Samuel van Hoogstraten zitierte 1678 in seiner Einführung in die Hohe Schule der Malkunst (niederländisch Inleyding tot de Hooge Schoole der Schilderkonst) fünf Mal aus De ira.[22]
- Orestes und Pylades vor König Thoas in Tauris. Dieser Vorschlag des niederländischen Kunsthistorikers Peter Hecht stammt aus dem Jahr 2019.[23]

### Mittelalter und frühe Neuzeit
- Liudolf und Konrad der Rote vor Kaiser Otto I. Diese von Klaus Demus 1977 vorgeschlagene Interpretation erklärt nicht alle Figuren und entspricht nicht der Art von Historisierung, die Rembrandt auszeichnete.[24]
- Die Großmut des Kaisers Ferdinand II. Die Deutung wurde 1991 durch Roelof van Straten in einem Aufsatz veröffentlicht (siehe Abschnitt weiter unten).[24]
- Die Großmut Kaiser Karl V.[8]

Umsetzungen einiger Deutungen durch andere Künstler
Konsul Titus Manlius Torquatus lässt seinen Sohn enthaupten, Ferdinand Bol, 1661–1663, Öl auf Leinwand, 218 × 232 cm, Het Scheepvaartmuseum, Amsterdam
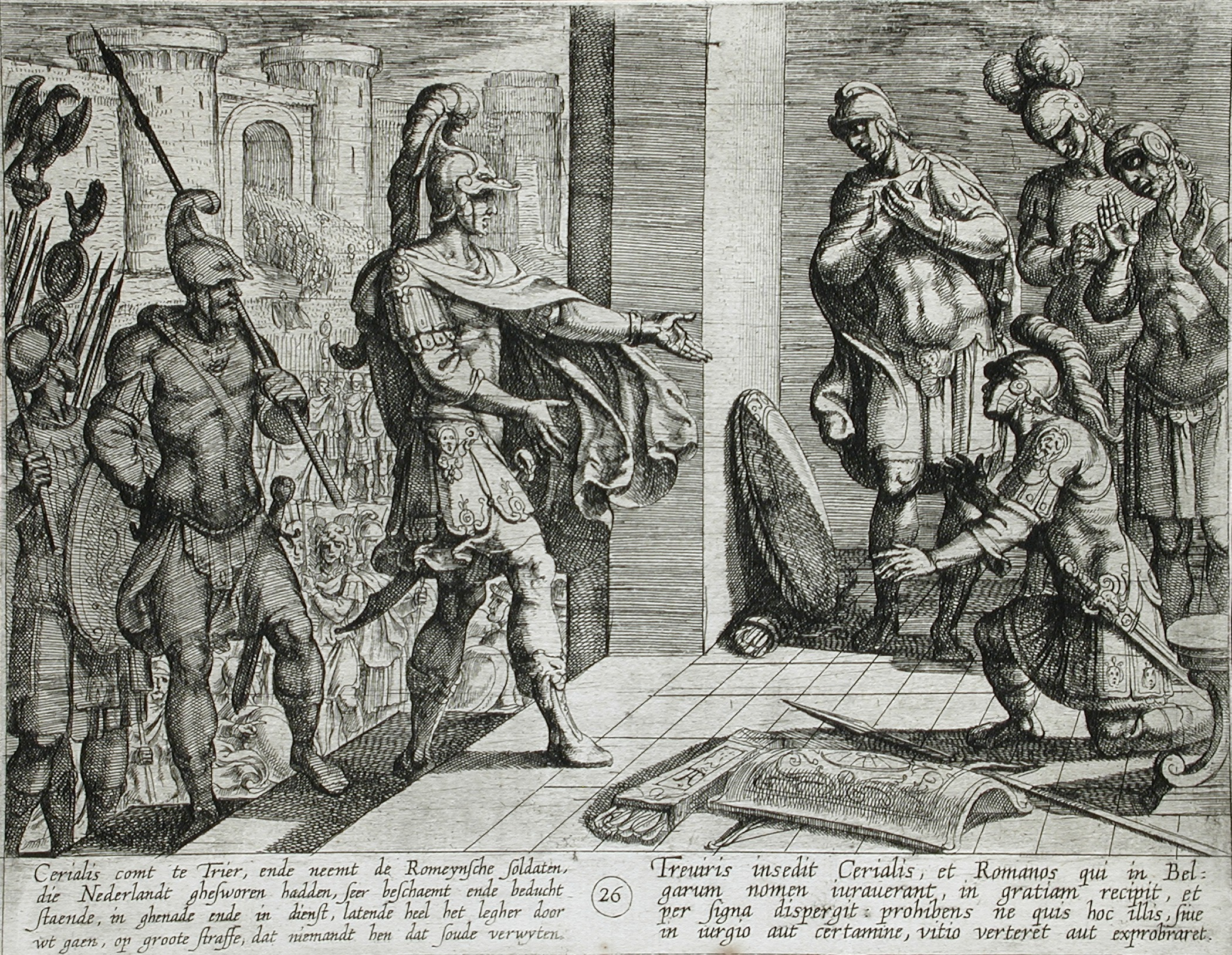
Cerialis begnadigt die römischen Soldaten, die sich mit den Batavern verbündet hatten, Radierung von Antonio Tempesta, 1612, Tafel 26 aus Der Krieg der Römer gegen die Bataver
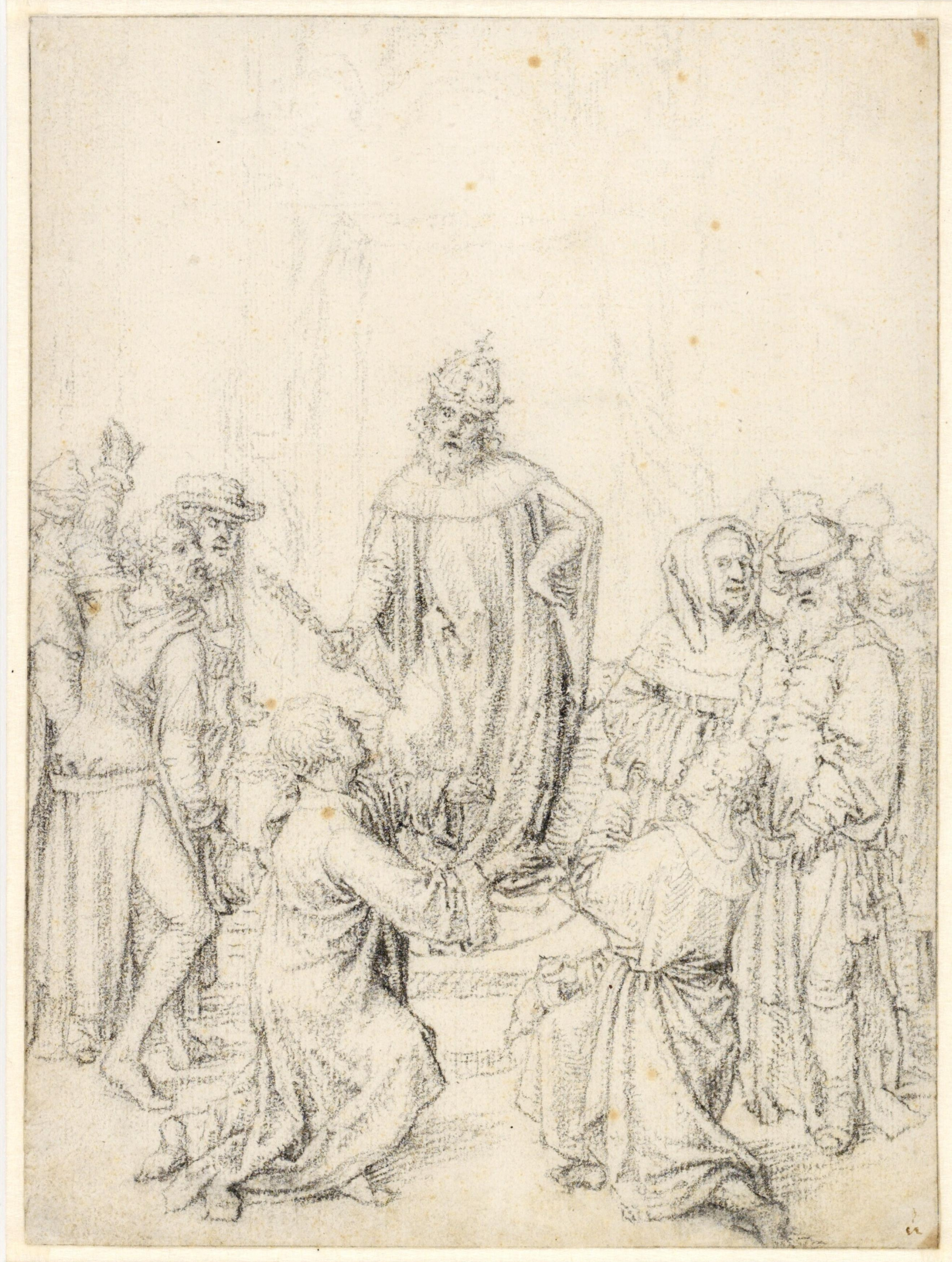
Die Gütigkeit eines Kaisers, unbekannter Meister, ca. 1480, schwarze Kreide und Tinte auf Papier, 19,3 × 14,3 cm, Museum Boijmans Van Beuningen, Rotterdam

Dass die Szene eine Darstellung von Großmut oder Gnade zeigt, möglicherweise gegenüber einer geschlagenen Armee und ihren Heerführern, ist den Mitarbeitern des Rembrandt Research Projects zufolge nur eine Spekulation. Eine eingehende ikonografische Untersuchung wurde 1991 von Roelof van Straten vorgelegt. Darin verwirft er alle Bezüge zum Alten Testament und zur Antike.

### Palamedes vor Agamemnon
Der Kunsthistoriker Gary Schwartz schließt aus den zahlreichen religiösen Motiven in Rembrandts Werk, dass er einer der herausragenden visuellen Interpreten der Heiligen Schrift ist. Zudem hebt er seine Annahme von Aufträgen sowohl von protestantischen als auch von katholischen Kunden hervor. Darstellungen wie die seines Sohnes Titus als Franziskanermönch (Rembrandts Sohn Titus im Mönchshabit, 1660, Rijksmuseum Amsterdam) belegen Rembrandts Nähe zum Katholizismus. Die Steinigung des heiligen Stephanus von 1625 bringt Rembrandt mit der gemäßigten Reformation in Verbindung, den Remonstranten. Wenige Jahre bevor Rembrandt die Steinigung und das Historiengemälde malte waren führende Vertreter der Remonstranten hingerichtet oder vertrieben worden.
Das Historiengemälde wurde über die Parallelen wie dem Format und der Bildaufteilung hinaus mit dem hypothetischen Titel Palamedes vor Agamemnon als Pendant der Steinigung des heiligen Stephanus angesehen. Beide Gemälde sind danach von dem Leidener Philologen, Historiker und Schriftsteller Petrus Scriverius in Auftrag gegeben worden, der dem remonstrantischen Glauben anhing und die Bilder auf die Auseinandersetzung zwischen Moritz von Oranien und seinem 1619 hingerichteten Gegenspieler Johan van Oldenbarnevelt bezog. In diesem Zusammenhang ist auch bedeutsam, dass Remonstranten in den ersten Jahren nach Oldenbarnevelts Hinrichtung häufig mit Steinen beworfen wurden. Der niederländische Dichter und Dramatiker Joost van den Vondel veröffentlichte im Oktober 1625 sein Trauerspiel Palamedes (niederländisch Palamedes oft vermoorde onnooselheyd). Darin stellte er in der Form einer griechischen Fabel unverhohlen den enthaupteten Oldenbarnevelt als Palamedes und Moritz als Agamemnon dar und übte massive Kritik an den herrschenden Verhältnissen. Das Stück wurde bald verboten, Vondel musste aus Amsterdam fliehen und wurde später zu einer Geldstrafe von 300 Gulden verurteilt. Rembrandt hatte Kontakt zu remonstrantischen Kreisen und hat Vondels Palamedes wahrscheinlich gekannt. Ein weiteres Indiz ist die Erwähnung zweier „guter großer Stücke von Rembrandt“ (niederländisch twee braave groote stukken van Rembrant) im Nachlass von Scriverius, bei denen es sich möglicherweise um den Stephanus und den Palamedes handelte.

### Ferdinand II. und Albrecht von Wallenstein
Roelof van Straten wies 1991 darauf hin, dass die Bügelkrone des Fürsten auf einen Kaiser hindeutet, namentlich einen des Heiligen Römischen Reichs. Die Darstellung eines Fürsten der Antike schließt er aus, da diese mit anderen Attributen wie Helmen oder Lorbeerkränzen dargestellt wurden. Die Figur links von dem Fürsten ist aufgrund ihrer prächtigen Kleidung und dem Offiziersstöckchen als General zu identifizieren. Die links im Vordergrund aufgestapelten Waffen sind als Symbol der militärischen Niederlage aufzufassen, so dass die Szene insgesamt den Gnadenerweis des siegreichen Fürsten gegenüber dem geschlagenen Gegner darstellt. Der Schwur eines der vor dem Fürsten erschienenen Soldaten ist insofern als Treueschwur und die Gesten der beiden anderen als Unterwerfung aufzufassen. Aufgrund der Kleidung der Figuren datiert van Straten die Szene in das erste Quartal des 17. Jahrhunderts, spätestens 1626. Diese späte Datierung stützt er auch auf die Art der Waffen und auf die Darstellung christlicher Kirchen im Hintergrund, die eine alttestamentarische oder klassisch antike Szene ausschließen.
Van Straten kommt zu dem Schluss, es könne sich bei dem dargestellten Kaiser um den für seinen Großmut bekannten Ferdinand II. und bei seinem Heerführer um Albrecht von Wallenstein handeln. Den in der Bildmitte stehenden Mann im gelben Wams sieht van Straten als das Porträt eines unbekannten Stifters. Dabei verwirft er die Darstellung, bei diesem Stifter könne es sich um Petrus Scriverius handeln, und die Annahme, dass das Historiengemälde und die Steinigung des heiligen Stephanus Pendants sind.

## Hintergrund
Nach seiner dreieinhalbjährigen Ausbildung bei Jacob Isaacsz. van Swanenburgh begab Rembrandt sich 1624 nach Amsterdam, um ein halbes Jahr lang bei Pieter Lastman zu lernen. In dem nur wenige Jahre später gemalten Historiengemälde sah der Kunsthistoriker Wilhelm Martin noch den Einfluss Lastmans. Sein Kollege B. P. J. Broos widmete der Funktion von Lastmans Coriolanus und die römischen Frauen als Vorbild für Rembrandts Historiengemälde einen umfangreichen Aufsatz. Auf Lastman geht ferner die von Rembrandt in seinem Frühwerk mehrfach genutzte Untersicht zurück, mit der er einzelne Figuren oder Figurengruppen hervorhob. In seinem Historiengemälde sind das der Fürst und sein Heerführer, die zusätzlich durch die vergrößerte Darstellung gegenüber den anderen Figuren hervorgehoben werden.
Rembrandt bezog für seine Werkstatt wahrscheinlich Holztafeln in größeren Mengen, die häufig ähnliche Formate aufwiesen. Die Tafelbilder Rembrandts und seiner Werkstatt lassen sich nach Formaten und Holzarten in Gruppen einteilen. Oft stammen die Tafeln verschiedener Gemälde vom selben Baum, dadurch können zeitliche Zusammenhänge erschlossen werden. Von den untersuchten Tafelbildern bildet das Historiengemälde mit der Steinigung des heiligen Stephanus eine Gruppe ähnlicher Formate. Das Format des Gemäldes, die Datierung und die Darstellung zweier Gruppen von Ganzfiguren in Konfrontation vor einem Gebäude mit einer Stadt im Hintergrund waren der Anlass für eine nähere Betrachtung. Die Bildkomposition wirkt mit den beiden einander gegenüberstehenden Gruppen und dem Erschließen der Tiefe durch das diagonale Podest und die Freiräume in der Bildmitte und am rechten Rand deutlich ausgereifter. Während Rembrandt bei der Steinigung an mehreren Stellen Raum für später hinzuzufügende Figuren ließ, arbeitete er sich im Historiengemälde vom Hintergrund nach vorne vor, und verließ sich für die später gemalten Figuren und Bildelemente auf die Deckkraft seiner Farben.
Eine gleichartige Sammlung von Ausrüstungsgegenständen wie auf Rembrandts Historiengemälde – eine frappierende Ähnlichkeit weisen insbesondere die Trommel und der Schild mit dem Dorn in der Mitte auf – zeigt der um 1630 gemalte Soldat im Wachraum von Rembrandts Schüler Gerrit Dou. Dou malte noch weitere Bilder, in denen diese Gegenstände einen bedeutenden Platz einnehmen. Das wird damit erklärt, dass sie zum Requisitenbestand Rembrandts gehörten, auf den Dou als sein Schüler von 1628 bis 1631 zugreifen konnte.

Waffen aus dem Requisitenbestand Rembrandts bei Gerrit Dou
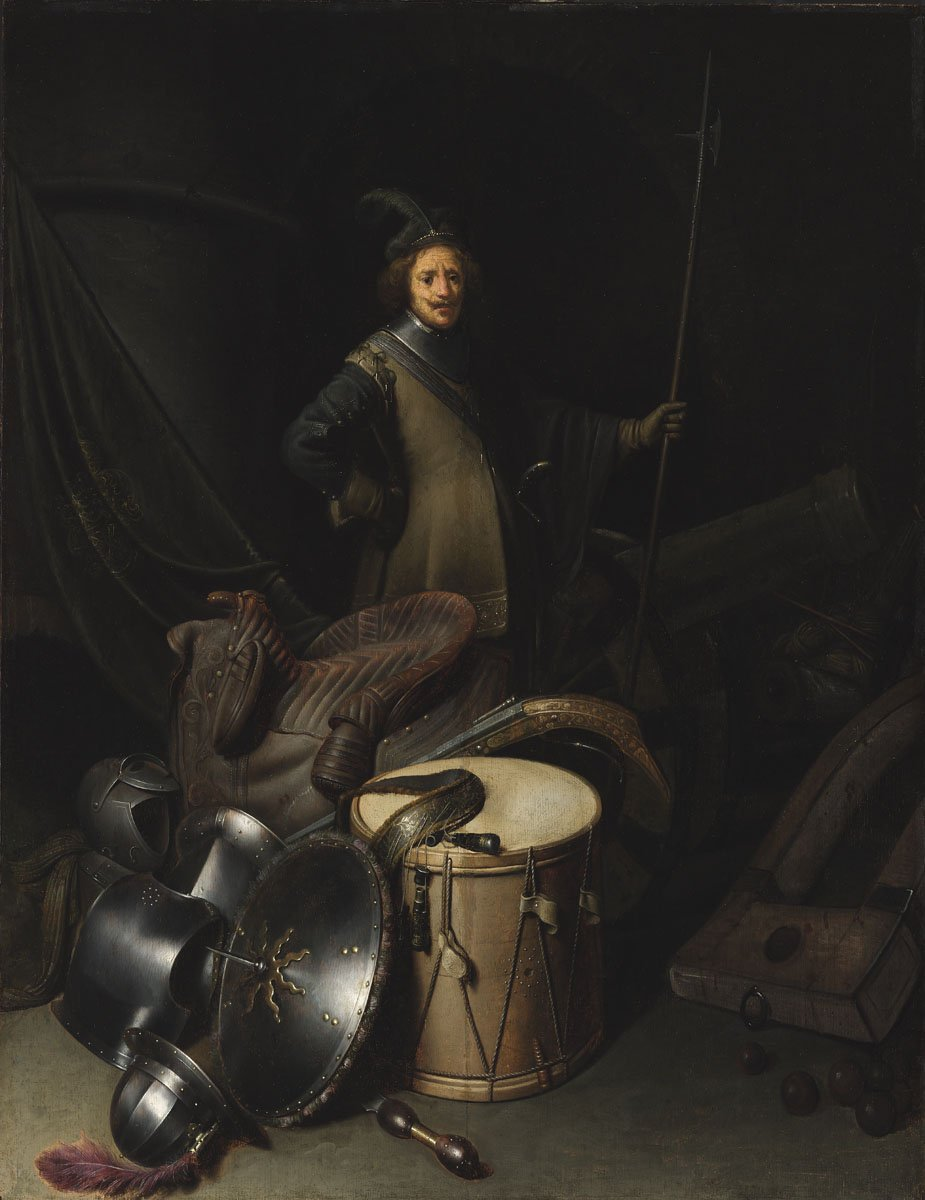
Soldat im Wachraum, Gerrit Dou, um 1630, Öl auf Eichenholz, 66 × 51 cm, Szépművészeti Múzeum, Budapest
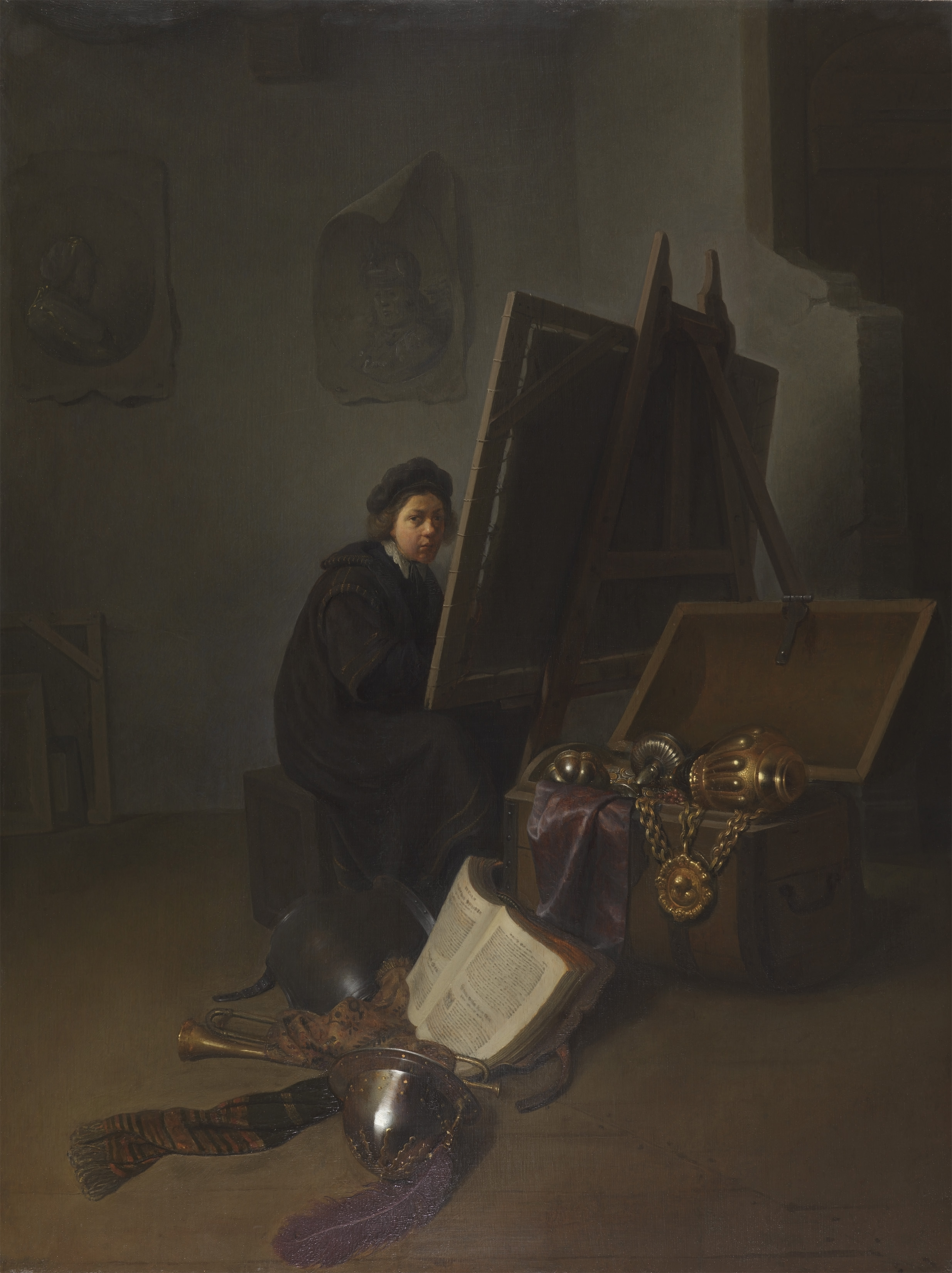
Selbstbildnis an der Staffelei, Gerrit Dou, ca. 1629, Öl auf Eichenholz, 66,6 × 50,9 cm, The Leiden Collection, New York City
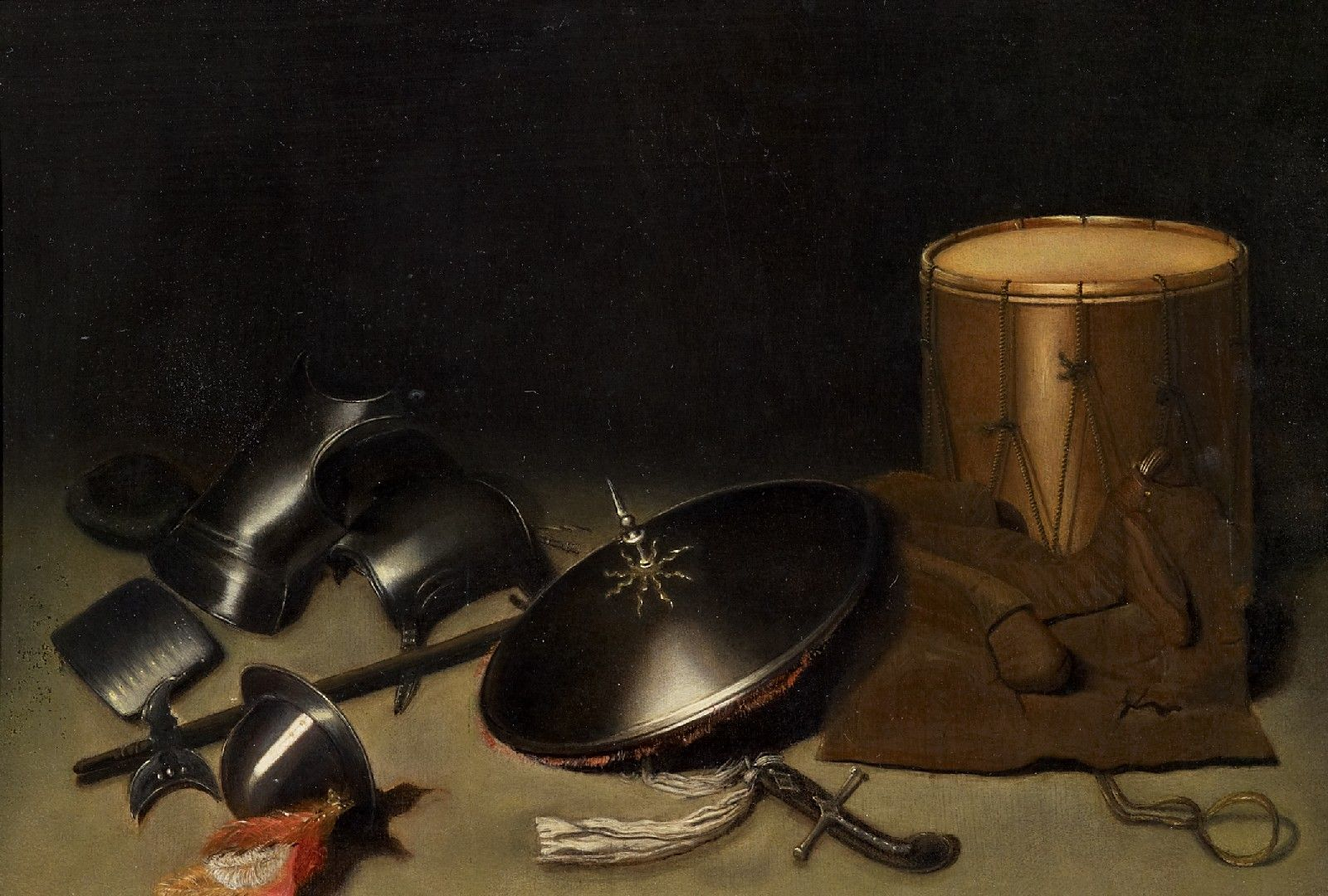
Stillleben mit Rüstungen, Schild, Hellebarde, Schwert, Lederjacke und Trommel, Gerrit Dou, um 1630, Öl auf Holz, 31,7 × 46,5 cm, Privatbesitz
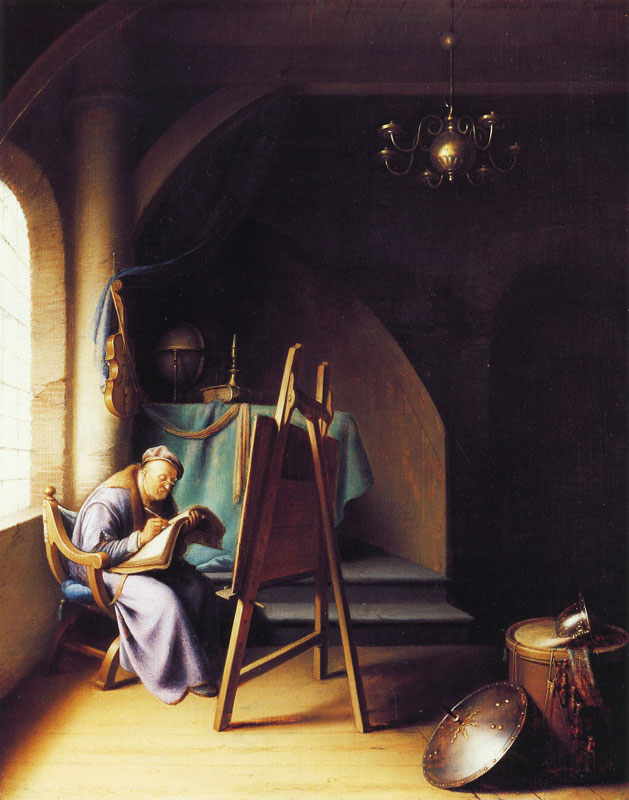
Schreibender alten Mann im Atelier, Gerrit Dou, 1631–1632, Öl auf Holz, 31,5 × 25 cm, Privatbesitz

## Rezeption
Das Historiengemälde wurde erstmals noch im Jahr seiner Entdeckung von Cornelis Hofstede de Groot in einem Aufsatz im Burlington Magazine publiziert. Seither wurde seine Authentizität nicht angezweifelt und es war in allen später erschienenen Werkverzeichnissen enthalten, so 1935 bei Abraham Bredius mit der Nummer 460. In Kurt Bauchs 1966 veröffentlichtem Werkverzeichnis der Gemälde wurde das Historiengemälde mit der Nummer 96 aufgeführt. Ihm folgte Horst Gerson, der dem Gemälde 1968 in seinem Werkverzeichnis die Nr. 1 zuwies und es in seiner Überarbeitung des Werkverzeichnisses von Bredius wieder als Nr. 460 aufführte. 1982 wurde das Gemälde vom Rembrandt Research Project (RRP) mit der Nummer A 6 in den ersten Band des Corpus of Rembrandt Paintings aufgenommen. Zu diesem Zeitpunkt galt die Authentizität des Zyklus Die fünf Sinne nicht als erwiesen, daher wurden die drei seinerzeit bekannten Bilder als die ersten drei Werke in die Gruppe B eingeordnet. Christian Tümpel gab dem Gemälde in seinem Werkverzeichnis die Nummer 117, der sechste Band des Corpus führt es als Nummer 7.

## Provenienz
Das Historiengemälde wurde 1924 von den Londoner Kunsthändlern Asscher, Koetser & Welker als ein Werk aus der Schule von Peter Paul Rubens angekauft. Bald wurde es als ein Jugendwerk Rembrandts erkannt und gelangte in die Sammlung von J. J. M. Chabot. Ab 1925 wurde es im Centraal Museum Utrecht ausgestellt. Am 1. September 1942 wurde die Sammlung Chabot in Den Haag vom Auktionshaus van Marle & Bignell versteigert, das Historiengemälde, als die Gnade des Kaiser Titus (niederländisch De clementie van keizer Titus), erzielte als das Spitzenstück mit 300.000 Gulden mehr als die Hälfte der insgesamt erlösten 586.050 Gulden. Der Käufer war ein B. Mensing aus Amsterdam, der das Gemälde am selben Tag an Erhard Göpel in Den Haag übereignete. Göpel war seit Februar 1942 Vertreter des Sonderauftrags Linz beim Reichskommissar in den besetzten niederländischen Gebieten und mit dem Raub von Kulturgütern für das geplante „Führermuseum“ befasst. Das Historiengemälde gelangte nach Deutschland und wurde dort nach dem Zweiten Weltkrieg sichergestellt.
Nach der Rückkehr in die Niederlande war das Bild zunächst im Besitz der Stichting Nederlands Kunstbezit in Den Haag, die treuhänderisch tätig war und für die Rückführung aus den Niederlanden geraubter Kunstschätze an die rechtmäßigen Eigentümer sorgen sollte. Da man davon ausging, dass Chabot seine Sammlung freiwillig veräußert hatte, ging das Gemälde in das Eigentum des niederländischen Staates über. Damit wurde die Finanzierung derartiger Kunstgeschäfte durch die Niederländische Staatsbank kompensiert, zu der die Besatzungsbehörden sie verpflichtet hatte. Heute ist der Eigentümer des Gemäldes der Rijksdienst voor het Cultureel Erfgoed. Seit 1948 befindet sich das Historiengemälde als Dauerleihgabe im Museum De Lakenhal in Leiden.

## Ausstellungen (chronologisch)
- Mauritshuis, Den Haag, Niederlande. Ausstellung Herwonnen Kunstbezit (deutsch: Zurückerhaltener Kunstbesitz), 16. März bis Mai 1946, Katalognr. 46.
- Museum De Lakenhal, Leiden, Niederlande. Ausstellung Rembrandt als leermeester (deutsch: Rembrandt als Lehrmeister), 1. Juni bis 1. September 1956, Katalognr. 4.
- Museum De Lakenhal, Leiden, Niederlande. Ausstellung Geschildert tot Leiden anno 1626 (deutsch: Gemalt zu Leiden anno 1626), 18. November 1976 bis 9. Januar 1977, Katalognr. S. 26.
- National Gallery of Art, Washington, D.C., USA. Ausstellung Gods, saints and heroes (deutsch: Götter, Heilige und Helden), 2. November 1980 bis 4. Januar 1981, Katalognr. 25.
- Detroit Institute of Arts, Michigan, USA. Ausstellung Gods, saints and heroes (deutsch: Götter, Heilige und Helden), 16. Februar bis 19. April 1981, Katalognr. 25.
- Rijksmuseum Amsterdam, Niederlande. Ausstellung God en de goden (deutsch: Gott und die Götter), 16. Mai bis 19. Juli 1981, Katalognr. 25.
- Museum De Lakenhal, Leiden, Niederlande. Ausstellung Het aanzien van de kunstenaar. Kunstenaarsportretten uit de 16de-20ste eeuw (deutsch: Das Angesicht des Künstlers. Künstlerporträts aus dem 16. bis 20. Jahrhundert), 16. November 1985 bis 5. Januar 1986, Katalog S. 4–5.
- Museum De Lakenhal, Leiden, Niederlande. Ausstellung Rembrandt & Lievens in Leiden: ‚een jong en edel schildersduo‘ (deutsch: Rembrandt & Lievens in Leiden: „ein junges, edles Künstlerduo“), 4. Dezember 1991 bis 1. März 1992, Katalog.
- National Gallery, London, Großbritannien. Ausstellung Rembrandt by himself, 9. Juni bis 5. September 1999, Katalognr. 1.
- Mauritshuis, Den Haag, Niederlande. Ausstellung Rembrandt zelf, 25. September 1999 bis 9. Januar 2000, Katalognr. 1.
- Gemäldegalerie Alte Meister, Kassel, Deutschland. Ausstellung Der junge Rembrandt. Rätsel um seine Anfänge, 3. November 2001 bis 27. Januar 2002, Katalognr. 7.
- Rembrandthuis, Amsterdam, Niederlande. Ausstellung Het mysterie van de jonge Rembrandt (deutsch: Das Geheimnis des jungen Rembrandt), 20. Februar bis 26. Mai 2002, Katalognr. 7.
- Gemäldegalerie, Berlin, Deutschland. Ausstellung Rembrandt. Genie auf der Suche, 4. August 2006 bis 5. November 2006, Katalognr. 1.
- Museum De Lakenhal, Leiden, Niederlande. Ausstellung Stad van Verf (deutsch: Stadt der Farbe), 2. Januar bis 29. Mai 2010.
- Museum De Lakenhal, Leiden, Niederlande. Ausstellung Jonge Rembrandt – Rising Star (deutsch: Der junge Rembrandt – Rising Star), 2. November 2019 bis 9. Februar 2020.
- Ashmolean Museum, Oxford. Ausstellung Young Rembrandt – Rising Star (deutsch: Der junge Rembrandt – Rising Star), 27. Februar bis 7. Juni 2020.